# Şeyhçoban, Çınar
Şeyhçoban là một xã thuộc huyện Çınar, tỉnh Diyarbakır, Thổ Nhĩ Kỳ. Dân số thời điểm năm 2008 là 158 người.